# Elbert Carvel
Elbert Nortland Carvel (ur. 9 lutego 1910, zm. 6 lutego 2005 w Laurel, Delaware) – amerykański polityk, działacz Partii Demokratycznej.
Był znanym działaczem praw człowieka. W latach 1945–1949 pełnił funkcję zastępcy gubernatora stanu Delaware, a 1949-1953 i 1961–1965 gubernatora Delaware. Bez powodzenia ubiegał się o wybór na gubernatora w 1952, również bezskutecznie kandydował na senatora w 1958 i 1964 (dwukrotnie przegrywał rywalizację z republikaninem Johnem Williamsem).